# Frederik Hammeleff

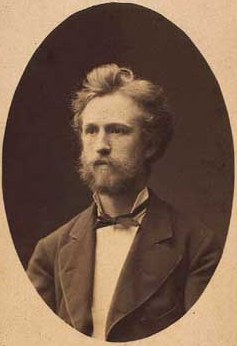
Frederik Hammeleff.

Uncas Andreas Frederik Hammeleff, född 1847, död 1916, var en dansk skulptör.
Hammeleff var starkt påverkad Herman Wilhelm Bissen, vars porträtt han utförde i reliefmedaljong. Han arbetade mycket åt bryggaren och donatorn J.C. Jacobsen. Hammeleff utförde bland annat arkitekturdekorationerna på Glyptoteket samt 10 porträttmedaljonger, föreställande danska konstnärer, vilka smyckar fasaden på Statens Museum for Kunst.